# Шаталин, Виктор Васильевич
Виктор Васильевич Шата́лин (15 ноября 1926, Земляные Хутора, Саратовская губерния — 2 июля 2003, Киев) — советский художник и педагог. народный художник УССР (1967).

## Биография
Родился 15 ноября 1926 года в селе Земляные Хутора (ныне Аткарский район, Саратовская область). С 1939 года учился в Ленинградской художественной школе при АХ СССР. 16-летним подростком ушел на фронт Великой Отечественной войны, стал «сыном полка» Первого Украинского фронта. После окончания войны посещал уроки рисования в РХСШ, в 1947—1953 годах учился в КГХИ у К. Д. Трохименко, Г. Титова, К. Елевы, М. А. Шаронова.
На момент создания дипломной работы В. Шаталин уже был абсолютно подготовленным мастером, способным самостоятельно решать творческие задачи. Дипломная работа «Новгородское ополчение» (1953), а также исторические произведения «Колеивщина» (1952), «Братская встреча» (1953), «Татарское нашествие» (1954), «Лукьян Кобылица» (1954), «Бой под Переяслав-Хмельницким» (1954) и другие, созданные на последних курсах института и в первые годы самостоятельной творческой работы, отличаются композиционной гармонией, высоким профессионализмом живописца .
Глубоко волновала В. Шаталина тема Великой Отечественной войны. Все, что он пережил юношей на фронте, воплощается в художественных полотнах. В этом отношении картина «Боевые товарищи» (1976) во многом автобиографичная. В конце 1970- начале 1980-х годов художник обращается к теме современности. Композиции «Сказание о Севере» (1977), «Идут дожди. Геологи» (1981), портреты композитора Г. Майбороды (1977—1978), писателя М. Нагнибиды (1979), прославленного летчика, Дважды Героя Советского Союза, генерал-полковника авиации В. Лавриненкова поражают высоким мастерством и психологизмом .
Член СХ СССР с 1957 года, неоднократно избирался секретарем Правления СХ РСФСР и секретарём Правления СХ СССР. Член НСХУ. Член-корреспондент АХ СССР (с 1978 года). Академик АИУ (с 1997 года).
В 1966-2003 годах преподавал в КГХИ. Профессор с 1976 года.
Жил и работал преимущественно в Киеве. Умер 2 июля 2003 года. Похоронен в Киеве на Байковом кладбище (участок № 49а).

## Награды и премии
- заслуженный деятель искусств УССР (1964)
- народный художник УССР (1967)
- Государственная премия УССР имени Т. Г. Шевченко (1984) — за цикл картин на историко-революционную, военно-патриотическую темы, произведения о современниках
- орден Трудового Красного Знамени
- орден Отечественной войны II степени (6.4.1985)
- орден Дружбы народов
- орден «Знак Почёта» (24.11.1960)
- Золотая медаль имени Н. Б. Грекова
- Серебряная медаль АХ СССР
- Серебряная медаль Министерства культуры СССР (1957) — за картину «По долинам и взгорьям …», которая экспонировалась на Всесоюзной выставке в ГТГ), другими медалями[4].

## Творчество
Автор пейзажей и тематических картин. Среди них:
- «По долинам и взгорьям» (1957);
- «Боевое задание» (1960);
- «Церковь» (1960);
- «Земля» (1964);
- «Псковский кремль» (1968);
- «Собирались отряды юных бойцов» (1977);
- «Сказание о севере» (1977);
- портрет композитора Г. Майбороды (1977);
- «Идут дожди» (1981);
- «Битва за Днепр» (1983);
- «Средняя Азия» (1983);
- «Вставай, страна огромная» (1985);
- «На рассвете» (1990);
- «Карпаты» (1992);
- «Ветреный день» (1995) и другие;

В 1974 году был издан альбом его произведений.